# Go Go Squid!
Go Go Squid! (chinês simplificado: 亲爱的，热爱的, pinyin: Qīn'ài de, rè'ài de) é uma série de televisão chinesa exibida pela Dragon TV e Zhejiang TV entre 9 de julho e 31 de julho de 2019, estrelada por Yang Zi e Li Xian.

## Enredo
Tong Nian é uma talentosa especialista em informática que também é um popular cantor on-line, se apaixona à primeira vista por um lendário profissional de segurança cibernética Han Shangyan. Eles se apoiam e se esforçam para ganhar prêmios em competições internacionais de segurança cibernética.

## Elenco

### Elenco principal
| Ator/Atriz | Personagem         | Descrição |
| ---------- | ------------------ | --- |
| Yang Zi    | Tong Nian          | Uma cantora popular da internet e gênio em programação de tecnologia da informação.                          |
| Li Xian    | Gun / Han Shangyan | Chefe da equipe K&K. Ex-membro (atacante principal) da Equipe Solo. Um lendário jogador profissional de CTF. |

### Elenco de apoio

#### Equipe K&K
| Ator/Atriz   | Personagem           | Descrição |
| ------------ | -------------------- | --- |
| Hu Yitian    | DT / Wu Bai          | Capitão da equipe K&K cuja posição é o atacante principal. Conhecido pelo apelido "Mão Esquerda de Deus" e é um gênio do cálculo. Primo de Han Shangyan. Ele parece frio, mas tem uma personalidade calorosa. Ele admira Appledog há dez anos e entrou na cena dos jogos devido a ela.                                                                                                   |
| Lee Hong-chi | Xiao Mi / Mi Shaofei | Líder da equipe K&K. Ex-membro da equipe Solo cuja posição era defensor. Ele ingressou na equipe SP devido à condenação de Wang Hao, mas depois saiu e deixou a indústria depois que sua classificação caiu do 100º lugar. Mais tarde, ele foi convencido por Su Cheng a se juntar à equipe K&K. Ele se apaixonou por Sun Yaya depois que ela o acompanhou durante seus tempos de folga. |
| Wen Yifan    | Grunt / Shen Zhe     | Vice-capitão da equipe K&K, cujo cargo é planejador. Ele tem uma boca venenosa, mas um coração mole. |
| Li Mingde    | 97 / Ling Shan       | Defensor principal da equipe K&K. Um cara inteligente e falador que gosta de provocar Demo. |
| Xu Yuexiao   | One / Zhou Yi        | Sub-defensor da equipe K&K. O mais alto da equipe. |
| Yu Chengen   | demo / Dai Feng      | Sub-atacante da equipe K&K. O caçula da equipe, ele tem uma personalidade fofa e borrada. |
| Cheng Fangxu | Buff / Bi Dongran    | Membro da equipe K&K. Antigo líder da equipe Buff, ele derrotou Han Shangyan nos últimos dias na equipe Solo. Depois de perder para o Team K&K em uma competição cinco anos depois, ele foi convencido por Han Shangyan a se juntar a equipe K&K. |
| Wang Lejun   | Su Cheng             | Ex-líder da equipe K&K. Amigo íntimo de Grunt e ex-esposa de Wang Hao. |

#### Equipe SP
| Ator/Atriz    | Personagem           | Descrição |
| ------------- | -------------------- | --- |
| Li Zefeng     | Solo / Wang Hao      | Líder e representante da equipe SP. Ex-líder da equipe Solo, cuja posição era planejadora. Ele foi a razão pela qual a equipe Solo se separou no auge de sua fama.                  |
| Wang Zhen'er  | Appledog / Ai Qing   | Líder e representante da equipe SP. Ex-líder do Team Solo, cuja posição era atacante principal do planejador. Ela é considerada a "deusa" da cena do jogo. Ex-namorada de Wang Hao. |
| Chen Xijun    | All / Ou Qiang       | Sub-atacante da equipe SP. Membro anterior da equipe Solo, cuja posição era sub-atacante e zagueiro principal.                                                                      |
| Wu Hao        | Hua Ti / Zhou Hua    | Capitão da equipe SP, cuja posição é o atacante principal. |
| Sun Chuhong   | Inin / Lin Yin       | Planejador da equipe SP. |
| Li Duogen     | Bug / Fu Ying        | Defensor da equipe SP. Ele substituiu Mi Shaofei depois que este deixou a equipe.                                                                                                   |
| Chen Yong     | Following / Fu Yiwen | Membro da equipe SP. |
| Zhou Yuanyuan | He Nana              | Diretor de operações globais da equipe SP. |

#### Pessoas ao redor de Han Shangyan
| Ator/Atriz | Personagem | Descrição |
| ---------- | ---------- | --- |
| Paul Chun  |            | O avô de Han Shangyan e Wu Bai. Um homem brincalhão que se preocupa constantemente com o status de casamento de Han Shangyan. |
| Liang Aiqi |            | Madrasta de Han Shangyan. Ela trata Han Shangyan como seu.                                                                    |
| Sheng Ping | Zhou Shan  | Fã leal de Han Shangyan. Por causa dele, tornou-se editora principal da revista CTF.                                          |

#### Pessoas ao redor de Tong Nian
| Ator/Atriz    | Personagem | Descrição |
| ------------- | ---------- | --- |
| Jiang Peiyao  | Sun Yaya   | Colega de quarto de Tong Nian e amiga íntima. O fã de Mi Shaofei, que o acompanhou durante seus tempos de inatividade. Mais tarde, ela se reuniu com Mi Shaofei. |
| Shi Qingyan   | Lan Mei    | Amigo íntimo de Tong Nian. Um cantor online popular. |
| Qu Xianping   | Zheng Hui  | Sénior de Tong Nian. Ele gosta de Tong Nian. |
| Chen Shuai    | Hu Dounan  | Primo de Tong Nian. |
| Liu Qianmei   | Hu Yuejiao | Primo de Tong Nian. |
| Sun Lin       |            | A mãe de Tong Nian. |
| Wang Ce       |            | O pai de Tong Nian. |
| Zheng Xiaowan |            | Tia de Tong Nian. |
| Ding Nan      |            | Marido de Lan Mei. Um fã de Han Shangyan. |

#### Outros
| Ator/Atriz   | Personagem | Descrição                                              |
| ------------ | ---------- | ------------------------------------------------------ |
| Hua Bobo     | Nan Wei    | Marido de Su Cheng. O parceiro de Han Shangyan na K&K. |
| Zhou Xiaohai |            | Professor de Tong Nian e amigo de Han Shangyan.        |
| Zhang Ming   | Xiao Ai    | Filha de Wang Hao.                                     |
| Su Yi        | Xiao You   | Ex-membro da equipe Solo.                              |
| Shen Lei     | Yi Qian    | Ex-membro da equipe Solo.                              |
| Sun Lianfeng | Aunt Zhao  | A mãe de One                                           |
| Ren Shuhai   |            | A mãe de Dai Feng.                                     |
| You Xiaodong |            | O pai de Mi Shaofei.                                   |
| Liu Ailian   |            | Avó de Mi Shaofei.                                     |
| Yang Shufang |            | A mãe de Wang Hao                                      |
| Jing Lu      |            | A mãe de Zheng Hui                                     |
| Yu Xiaodong  |            | O pai de Zheng Hui                                     |

## Produção
A série começou a filmar em abril de 2018 e terminou em julho de 2018 em Sanya.

## Recepção
A série é um sucesso comercial. Ele superou as classificações de televisão no intervalo de tempo e foi transmitido mais de 9,6 milhões de vezes, além de gerar um enorme burburinho on-line com a hashtag oficial do programa, que foi visto mais de 12 bilhões de vezes no Sina Weibo. O drama foi elogiado por transmitir mensagens positivas e animadoras, como a busca de sonhos e o patriotismo.

## Controvérsia
Em 23 de julho de 2019, todos os episódios do drama vazaram online.
A série foi envolvida em uma polêmica depois que um mapa foi visto no episódio 39 que deixou a ilha autônoma de Taiwan e o sul de Hainan e representou incorretamente a fronteira entre a Índia e o Tibete, o mar do Sul da China e a região da Caxemira. Segundo o ministério, os erros no mapa usado no teleplay incluem que ele delineou incorretamente os limites das áreas sul da região autônoma do Tibete, as cores para as ilhas Taiwan e Hainan eram diferentes de outras partes da China; e a linha pontilhada para indicar ilhas chinesas no Mar da China Meridional estava ausente. O problema foi investigado pelo Ministério de Recursos Naturais da China.

## Trilha sonora
| N.º | Título                                              | Cantor(a)          | Duração |  |
| 1.  | "A Nameless Person (无名之辈)" (Tema de abertura)   | Chen Xueran        |         |  |
| 2.  | "Milk Bread (牛奶面包)" (Tema de encerramento)      | Yang Zi            |         |  |
| 3.  | "Love Is Not Up To Me (爱不由我)"                   | You Zhangjing      |         |  |
| 4.  | "Give to the Future (給未來)"                       | Li Xian            |         |  |
| 5.  | "I Can Not Care About You (我可以不在乎你)"         | Kimberley Chen     |         |  |
| 6.  | "Couldn't leave"                                    | Dimash Kudaibergen |         |  |
| 7.  | "Glory (光耀)"                                      | Lara Veronin       |         |  |
| 8.  | "The Happiness of Walking Together ( 一起走的幸福)" | Duan Aojuan        |         |  |